# Ipkg
ipkg, o Itsy Package Management System, un sistema di gestione dei pacchetti leggero progettato per i dispositivi assemblati e ha una certa familiarità con dpkg di Debian. Usato nel sistema operativo Unslung per Linksys NSLU2 (Optware), in OpenWrt, Openmoko, webOS, Gumstix, iPAQ, QNAP NAS, Synology NAS e molto altro.
Lo sviluppo di questo progetto è stato abbandonato. Molti progetti che utilizzano ipkg hanno adottato il fork opkg come rimpiazzo.